# クルト・ゲーデル
クルト・ゲーデル（Kurt Gödel, 1906年4月28日 - 1978年1月14日）は、オーストリア・ハンガリー帝国出身の数学者・論理学者・哲学者である。業績としては、完全性定理、不完全性定理および連続体仮説に関する研究が知られる。

## 経歴

### オーストリア＝ハンガリー帝国時代
オーストリア＝ハンガリー帝国モラヴィア辺境伯領ブリュン（現・チェコ共和国ブルノ）のドイツ系の家庭に生まれ、プロテスタントとして育てられる。
1919年、第一次世界大戦の敗戦によりオーストリア＝ハンガリー帝国が崩壊すると、ゲーテルはチェコスロバキア共和国国籍となる。しかし、ゲーテルのアイデンティティは依然としてオーストリア人であった。
1924年、ウィーン大学に入学し、まず物理学を、後に数学を学んだ。そして、1930年には、最初の重要な業績である「完全性定理」（第一階述語論理の完全性定理）を発表し、学位論文「論理計算の完全性について」（„Über die Vollständigkeit des Logikkalküls“）で博士学位を得た。
翌1931年、ゲーデル数の概念を用い、20世紀の数学基礎論、論理学にとって最も重要な発見とされる「不完全性定理」を発表した。
1940年、ヒルベルトの第一問題（連続体仮説）について、「集合論のZF公理系が無矛盾ならば、そこに選択公理と一般連続体仮説を加えても無矛盾である」ということを証明した。以上がゲーデルの三大業績と呼ばれている。この後、ゲーデルは、連続体仮説に関する研究から身を引いた。1963年、ポール・コーエンは、「ZF公理系に選択公理と一般連続体仮説の否定を加えても無矛盾である」ということを証明し、ゲーデルの結果と合わせて、「選択公理と一般連続体仮説はZFとは独立である（したがって、証明も否定の証明もできない）」ということを示した。このとき、ゲーデルは「これは自分がなすべき仕事だった」と悔やんだと言われ、コーエンの仕事を絶賛した。その一方で、ゲーデルは「すべての数学的命題に対して、人間は真偽を判定することが可能である」と信じていたと言われる。特に、連続体仮説に関しては、その否定を信じていた。

### アメリカ合衆国時代
ゲーデルは、ウィーン大学の講師を勤めたが、オーストリアを併合したナチス・ドイツから逃れるために、1940年頃には妻アデーレと共にアメリカ合衆国に移住した。ゲーデルは、米国の市民権を取得し、プリンストン高等研究所の教授となった。この研究所では、アインシュタインと家族ぐるみで親密に交流し、物理学や哲学などについて議論を交わした。その結果アインシュタインの一般相対性理論におけるゲーデル解（1949年）を生んだ。この解は、非常に奇妙な性質を示したために、アインシュタインをして自身の理論に疑問を抱かせるに至った。
1948年、ゲーデルは、アメリカ市民権を取得する。このとき、保証人に名を連ねたのがアインシュタインである。当時、アメリカ市民権を取得するには、米国憲法に関する面接試験が課せられていた。そのため、ゲーデルは、合衆国憲法を一から勉強しはじめた。面接当日、ゲーデルは「合衆国憲法が独裁国家に合法的に移行する可能性を秘めていることを発見した」とアインシュタインたちに語り、彼らを当惑させた。そして、移民審査をする判事から「あなたは、独裁国家（ナチス・ドイツに併合されたオーストリア）から来られたのですね。我がアメリカ合衆国ではそのようなことは起きませんから、安心してください」と言われた際、ゲーデルは、即座に「それどころか私は、いかにしてそのようなことが起こりうるのかを証明できるのです」と答えた。そのため、その場に付き添っていたアインシュタインたちが慌てて場を取り繕うという一幕があった。
1970年代初頭には、ポール・エルデシュからの「お前は皆の研究対象になるために数学者になったのであって、お前のライプニッツ研究のためじゃないんだ！」との懇願にもかかわらず、ライプニッツによる「神の存在証明」を洗練させたゲーデルの神の存在証明として知られる論文を知人に配布した。しかし、その目的が、神学論争への加担ではなく、あくまで論理学的な興味の追求にあったため、ゲーデルは、誤解を恐れて生前は公表しなかった。その中で、ゲーデルは、ライプニッツの主張について、公理系を解明しつつ様相論理の手法を用いて明確な定式化を試みた。この論文は、ゲーデルが没してから9年後の1987年にデイナ・スコットの手によって初めて出版された。
晩年は、非常に内向的となった。また、精神にも失調をきたしており、毒殺されることを恐れるあまり、妻アデーレが作った食事以外は、自分が調理した食事すら口にしなかった。その他にも、毒ガスによる暗殺を恐れたために、冬でも家の窓を開け放っていた。また、人前に出ることはほとんどなく、自宅に籠って哲学と論理学の研究を続けていた。最終的には、アデーレが病院に入院して自宅を離れていた期間に、絶食による飢餓状態となった。すぐに病院に搬送されたが、プリンストン病院で死去した。このとき、ゲーデルの体重は、65ポンド（約29.5kg）しかなかった。
彼の遺稿は、大学時代までに修得した英語、ドイツ語、およびガベルスベルガー式速記と呼ばれるドイツの古い速記法で書かれている。その速記法はドイツ統一速記法に取って代わられたために淘汰され、解読が困難であることで知られている。幸い、彼が潔癖で几帳面であったため、遺稿のほぼすべてが残されている。

## 業績

### 著作集
- Gödel, Kurt (1986-1-23). Collected Works: Publications 1929-1936. I. Solomon Feferman et al.ed. (Hardcover ed.). Oxford University Press. ISBN 0-19-503964-5
  - Gödel, Kurt (2001-5-31). Collected Works: Publications 1929-1936. I. Solomon Feferman et al.ed. (Paperback ed.). Oxford University Press. ISBN 0-19-514720-0
- Gödel, Kurt (1989-11-30). Collected Works: Publications 1938-1974. II. Solomon Feferman et al.ed. (Hardcover ed.). Oxford University Press. ISBN 0-19-503972-6
  - Gödel, Kurt (2001-6-21). Collected Works: Publications 1938-1974. II. Solomon Feferman et al.ed. (Paperback ed.). Oxford University Press. ISBN 0-19-514721-9
- Gödel, Kurt (1995-3-30). Collected Works: Unpublished Essays & Lectures. III. Solomon Feferman et al.ed. (Hardcover ed.). Oxford University Press. ISBN 0-19-507255-3
  - Gödel, Kurt (2001-5-31). Collected Works: Unpublished Essays & Lectures. III. Solomon Feferman et al.ed. (Paperback ed.). Oxford University Press. ISBN 0-19-514722-7
- Gödel, Kurt (2003-6-5). Collected Works: Correspondence, A-G. IV. Solomon Feferman et al.ed. (Hardcover ed.). Oxford University Press. ISBN 0-19-850073-4
- Gödel, Kurt (2003-5-27). Collected Works: Correspondence, H-Z. V. Solomon Feferman et al.ed. (Hardcover ed.). Oxford University Press. ISBN 0-19-850075-0

### 著書
- 1931, "Über formal unentscheidbare Sätze der Principia Mathematica und verwandter Systeme, I." Monatshefte für Mathematik und Physik 38: 173–98.
- The Consistency of the Continuum Hypothesis. Annals of Mathematics Sutdies. 3. (1940-9-1). Princeton University Press. ISBN 0-691-07927-7
- 『数学基礎論　撰出公理及び一般連続仮説の集合論公理との無矛盾性』近藤洋逸訳、伊藤書店、1946年4月。

## 備考
- ゲーデル・不完全性定理―"理性の限界"の発見 (ブルーバックス B-947)では、マリアンヌは17歳でクルトを生んだとあるが、これはGeorg Kreiselの1982年の文献自体のエラーの引き写しによる誤情報である[7]。